# EnBW Contracting
Die EnBW Contracting GmbH ist eine 100-prozentige Tochtergesellschaft der EnBW mit Sitz in Stuttgart. Sie entstand nach Umbenennung zum 1. April 2022 aus der Sales & Solutions GmbH. In ihr sind die Contracting-Aktivitäten der EnBW zusammengefasst. Weiterhin ist die Gesellschaft Vertragspartnerin für Fernwärmekunden der EnBW.

## Geschichte
Die EnBW Contracting GmbH ist durch die Umfirmierung der Sales & Solutions GmbH zum 1. April 2022 entstanden. Ein Teil der EnBW Vertriebsgesellschaft mbH ging mit der Marke EnBW in der Watt Deutschland GmbH auf. Die Watt Deutschland GmbH wiederum war 1998 als deutsche Vertriebsgesellschaft für Strom gegründet worden und damit einer der ersten neuen Stromlieferanten im liberalisierten deutschen Strommarkt. Aus der Watt Deutschland GmbH wurde am 1. Juli 2013 die Sales & Solutions GmbH, eine 100-prozentige Tochter der EnBW Energie Baden-Württemberg AG. Nachdem die EnBW ihren Commodity-Vertrieb für die Strom- und Erdgasbelieferung von Business-to-Business Kunden im Jahr 2016 eingestellt hatte, wurde in der Sales & Solutions das Contracting-Geschäft der EnBW gebündelt.